# Singhiella melanolepis
Singhiella melanolepis là một loài côn trùng cánh nửa trong họ Aleyrodidae, phân họ Aleyrodinae.
Singhiella melanolepis được Chen & Ko miêu tả khoa học đầu tiên năm 2007.